# Asplenium wacketii
Asplenium wacketii é uma espécie de planta do gênero Asplenium e da família Aspleniaceae, a família das avencas.

## Taxonomia
A espécie foi descrita em 1906 por Eduard Rosenstock.
O seguinte sinônimo já foi catalogado:
- Asplenium scandicinum gardnerianum  Baker in Mart.

## Forma de vida
É uma espécie terrícola e herbácea.

## Conservação
A espécie faz parte da Lista Vermelha das espécies ameaçadas do estado do Espírito Santo, no sudeste do Brasil.

## Distribuição
A espécie é endêmica do Brasil e encontrada nos estados brasileiros de Espírito Santo, Minas Gerais, Paraná, Rio de Janeiro e São Paulo. A espécie é encontrada no domínio fitogeográfico de Mata Atlântica, em regiões com vegetação de floresta ombrófila pluvial.